# えるえる
『えるえる』は、NHK Eテレで2022年4月19日から放送されている小学1 - 2年向けの国語番組。

## 概要
小学校低学年向けの国語番組では、『ことばドリル』以来8年ぶりの新番組である。2021年12月にパイロット版扱いで1回分を放送したのち、2022年4月からレギュラー化された。
自分の気持ちをうまく伝えられない、話し合いが苦手な子どもたちに、気持ちを伝えるにはどうすれば良いかの考えるヒントを届ける番組。国語の「話す・聞く」や、コミュニケーションスキルの習慣をねらいとし、相手に伝えるためのポイントや聞く姿勢などを紹介している。
2022年前期は『ことばドリル』と並行して放送されるが、2022年10月からは『ことばドリル』の放送枠が本番組となった。

## 出演者
えるえる
演 - 仲 里依紗
お世話係の妖精
ポポ
演 - 黒川 晏慈
火の妖精
ビビ
演 - 諏訪 結衣
光の妖精
テテ
演 - 菊池 爽
水の妖精

## 放送時間
- パイロット版
  - 2021年12月30日（木） 9:45 - 9:55
- 2022年度前期（4月 - 8月）
  - 本放送：毎月第3・4週の火曜日 8:35 - 8:45
  - 再放送：毎月第3・4週の木曜日 7:20 - 7:30
    - 本番組のない週は『でこぼこポン!』を放送。9月以降の第3・4週は『アイラブみー』を放送している。
- 2022年度後期（10月 - 翌3月）
  - 本放送：毎週月曜日 9:25 - 9:35
  - 再放送：毎週水曜日 16:40 - 16:50
    - 2022年度前期の再放送。毎週放送だが、内容は隔週更新となる。
- 2023年度
  - 毎週月曜日 9:05 - 9:15
  - 隔週木曜日16:50 - 17:00
    - 2022年度の放送分10回に、新作分5回を追加。

## 放送リスト
| 回 | 初回放送日     | タイトル               |
| -- | -------------- | ---------------------- |
| 01 | 2022年4月19日  | どんな？どんな？       |
| 02 | 2022年4月26日  | なにがあったの？       |
| 03 | 2022年5月17日  | どうちがうの？         |
| 04 | 2022年5月24日  | はなしがながいね       |
| 05 | 2022年6月21日  | しりたい！             |
| 06 | 2022年6月28日  | しってほしい！         |
| 07 | 2022年7月19日  | なんで？なんで？       |
| 08 | 2022年7月26日  | うまくはっぴょうしたい |
| 09 | 2022年8月16日  | きいてるよ             |
| 10 | 2022年8月23日  | もっともっときいて！   |
| 11 | 2023年10月19日 | いいたいけどいえない   |
| 12 | 2023年11月16日 | わかってもらえない     |
| 13 | 2024年1月18日  | わからないよー         |
| 14 | 2024年2月1日   | でもでもでも！         |
| 15 | 2024年2月29日  | はなしがまとまらない   |

## スタッフ
- アニメ - リポグラム
- 音楽 - 安藤 友章
- 制作・著作 - NHK